# Cladomelea debeeri
Cladomelea debeeri är en spindelart som beskrevs av Roff och Ansie S. Dippenaar-Schoeman 2004. Cladomelea debeeri ingår i släktet Cladomelea och familjen hjulspindlar. Inga underarter finns listade i Catalogue of Life.